# さくら棒

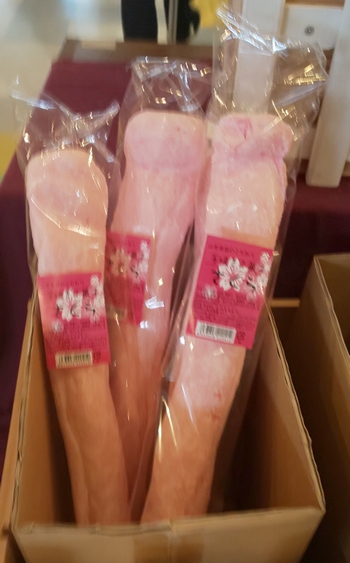
静岡県内にて販売されている麩菓子

さくら棒（さくらぼう）は、主に静岡県内で売られる麩菓子の一種。長い棒状で、表面には黒砂糖ではなく融かした上白糖が塗られている。さくら棒は、主にお祭りの屋台などでの販売のほか、道の駅などの土産物コーナー、製造所の直売、スーパーマーケットなどでも取り扱いがある。

## 概要
基本的には、その名のとおり桜色に着色されている。現在ではさまざまな色があるが、どんな色でもさくら棒と呼ぶ。長さは90センチメートルほど。スーパーなどの小売店や通信販売では輸送の都合で短くしたものが多い。

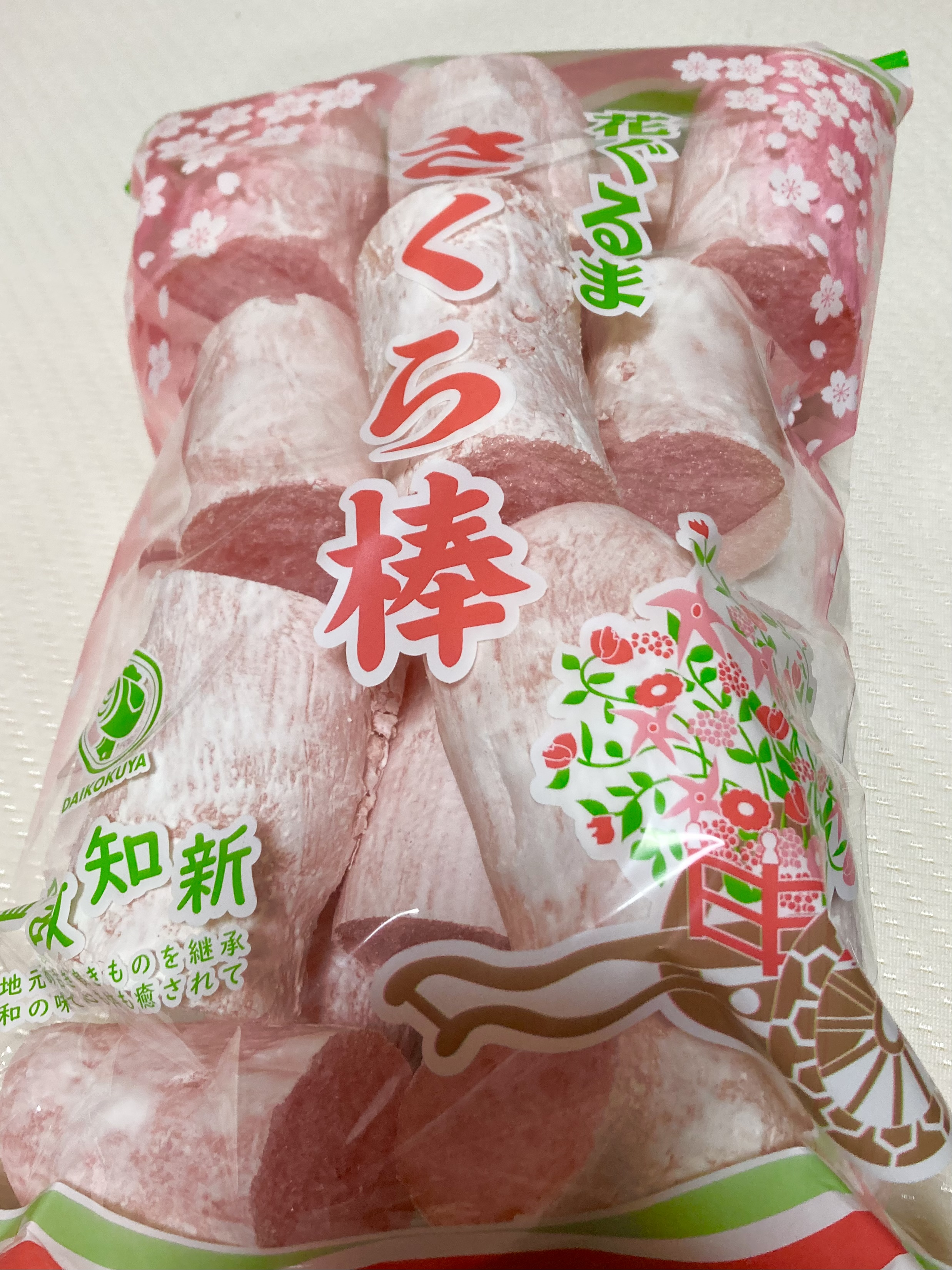
短くカットされたさくら棒

土産物店などでは、1本ずつビニール袋などで包装して売られている。スーパーマーケットや通信販売などではまとめ売りもある。
2017年（平成29年）、三島食品株式会社（広島県の同名会社とは別会社）の商品が静岡県地域産業課が主催する地域特産商品選定事業にて「2017グッドデザインしずおか賞」を受賞した。